# Sagellula octomunita
Sagellula octomunita är en spindelart som först beskrevs av Wilhelm Dönitz och Embrik Strand 1906.  Sagellula octomunita ingår i släktet Sagellula och familjen jättekrabbspindlar. Inga underarter finns listade i Catalogue of Life.